# Томасен, Йенс
Йенс Якоб Дюр Томасен (дат. Jens Jakob Dyhr Thomasen; род. 25 июня 1996, Дания) — датский футболист, полузащитник шведского «Эльфсборга».

## Клубная карьера
Является воспитанником «Саннерума», в котором выступал до 11 лет, после чего перешёл в молодёжную академию «Оденсе». Впервые в заявку клуба на матч Суперлиги против «Копенгагена» попал 18 мая 2014 года, но на поле не появился. Летом 2014 года подписал профессиональный контракт с клубом сроком на три года, по которому первый сезон провёл в юношеской команде. 24 апреля 2015 года дебютировал за основную команду в чемпионате Дании в игре с «Эсбьергом», появившись на поле в стартовом составе. В январе 2017 года был признан лучшим молодым игроком прошедшего года в команде. Весной 2022 года вместе с клубом дошёл до финала кубка Дании. В решающем матче против «Мидтьюлланна» дошло до серии пенальти. Томасен свою попытку реализовал, но в итоге соперник оказался сильнее и завоевал трофей. По окончании сезона покинул «Оденсе» в связи с истечением контракта.
8 июля 2022 года подписал однолетний контракт с французским «Нимом». Впервые в футболке клуба появился на поле 30 июля в игре первого тура нового сезона Лиги 2 с «Каном». 6 августа во встрече с «Сент-Этьеном» забил первый мяч. 22 апреля 2023 года в матче с «Парижем» получил травму и был вынужден пропустить остаток сезона.
13 июля 2023 года стал игроком шведского «Эльфсборга», с которым заключил соглашение на два с половиной года. В чемпионате Швеции дебютировал 13 августа в гостевом поединке с «Хаммарбю», заменив на 68-й минуте Александра Бернхардссона. По итогам сезона «Эльфсборг» занял вторую строчку в турнирной таблице и завоевал серебряные медали.

## Достижения
Оденсе:
- Финалист кубка Дании: 2021/2022

Эльфсборг:
- Серебряный призёр чемпионата Швеции: 2023

## Клубная статистика
| Выступление      | Выступление      | Выступление      | Лига | Лига | Кубки | Кубки | Конт. кубки | Конт. кубки | Итого | Итого |
| Клуб             | Лига             | Сезон            | Игры | Голы | Игры  | Голы  | Игры        | Голы        | Игры  | Голы  |
| ---------------- | ---------------- | ---------------- | ---- | ---- | ----- | ----- | ----------- | ----------- | ----- | ----- |
| Оденсе           | Суперлига        | 2014/15          | 3    | 0    | 0     | 0     | 0           | 0           | 3     | 0     |
| Оденсе           | Суперлига        | 2015/16          | 18   | 0    | 0     | 0     | 0           | 0           | 18    | 0     |
| Оденсе           | Суперлига        | 2016/17          | 24   | 2    | 0     | 0     | 0           | 0           | 24    | 2     |
| Оденсе           | Суперлига        | 2017/18          | 24   | 1    | 1     | 0     | 0           | 0           | 25    | 1     |
| Оденсе           | Суперлига        | 2018/19          | 20   | 3    | 3     | 1     | 0           | 0           | 23    | 4     |
| Оденсе           | Суперлига        | 2019/20          | 27   | 0    | 1     | 0     | 0           | 0           | 28    | 0     |
| Оденсе           | Суперлига        | 2020/21          | 27   | 2    | 1     | 0     | 0           | 0           | 28    | 2     |
| Оденсе           | Суперлига        | 2021/22          | 28   | 2    | 8     | 0     | 0           | 0           | 36    | 2     |
| Оденсе           | Итого            | Итого            | 171  | 10   | 14    | 1     | 0           | 0           | 185   | 11    |
| Ним              | Лига 2           | 2022/23          | 23   | 2    | 1     | 0     | 0           | 0           | 24    | 2     |
| Ним              | Итого            | Итого            | 23   | 2    | 1     | 0     | 0           | 0           | 24    | 2     |
| Эльфсборг        | Алльсвенскан     | 2023             | 6    | 0    | 0     | 0     | 0           | 0           | 6     | 0     |
| Эльфсборг        | Алльсвенскан     | 2024             | 0    | 0    | 3     | 0     | 0           | 0           | 3     | 0     |
| Эльфсборг        | Итого            | Итого            | 6    | 0    | 3     | 0     | 0           | 0           | 9     | 0     |
| Всего за карьеру | Всего за карьеру | Всего за карьеру | 200  | 12   | 18    | 1     | 0           | 0           | 218   | 13    |